# Phyllastrephus debilis
Phyllastrephus debilis е вид птица от семейство Pycnonotidae.

## Разпространение
Видът е разпространен в Зимбабве, Кения, Мозамбик и Танзания.